# Gignac, Hérault
Gignac este o comună în departamentul Hérault din sudul Franței. În 2009 avea o populație de 5.271 de locuitori.

## Evoluția populației
| An        | 1975  | 1982  | 1990  | 1999  | 2006  | 2009  |
| --------- | ----- | ----- | ----- | ----- | ----- | ----- |
| Populație | 2.848 | 3.228 | 3.652 | 3.955 | 4.951 | 5.271 |